# Maureen O'Sullivan
Maureen O'Sullivan (Boyle, Roscommon, 17 de mayo de 1911-Scottsdale, Arizona, 23 de junio de 1998) fue una actriz irlandesa. Alcanzó popularidad interpretando el papel de Jane, la compañera de Tarzán, junto a Johnny Weissmüller.

## Vida y carrera

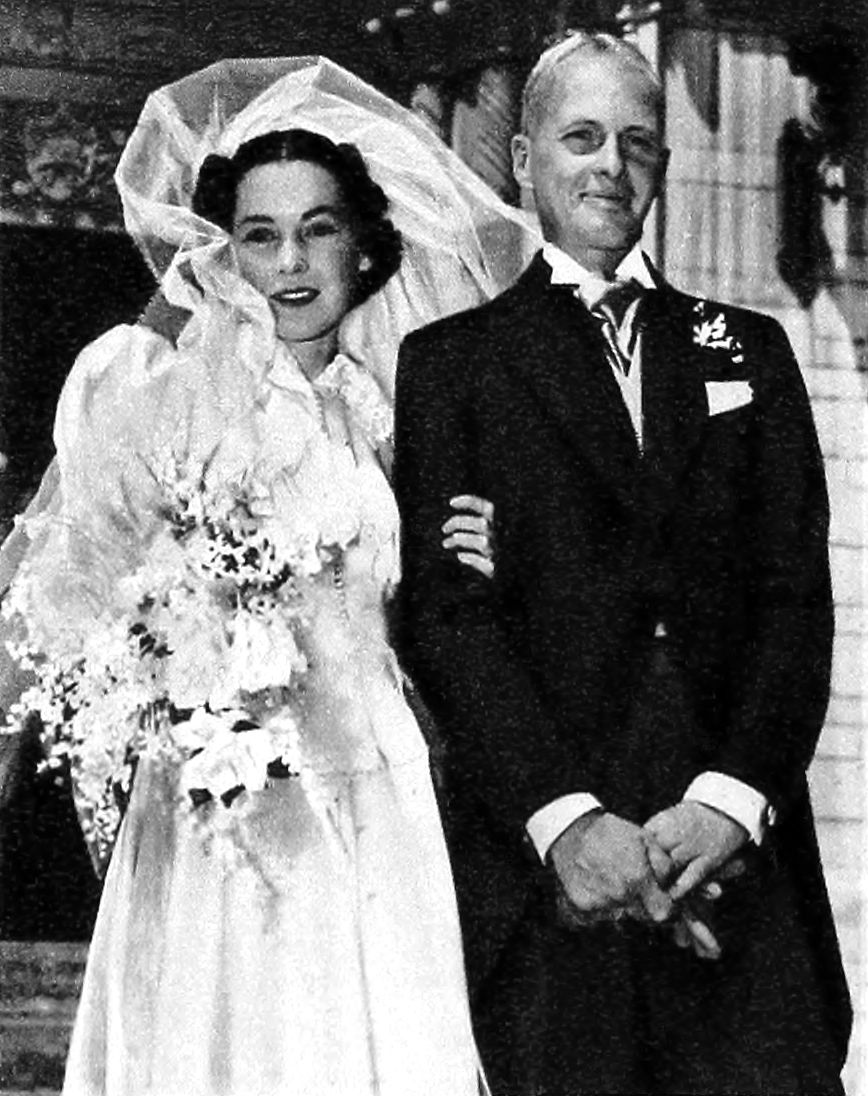
Maureen O'Sullivan y John Farrow en su boda

O'Sullivan nació en Boyle (Irlanda), en el seno de una familia católica. Sus padres fueron Charles Joseph Sullivan (4 de noviembre de 1880-3 de julio de 1974), un oficial de los Rangers Connaught que sirvió en la Gran Guerra, y Renée Fraser (11 de enero de 1884-6 de febrero de 1969). Asistió a un colegio de monjas en Dublín, el Convento del Sagrado Corazón en Roehampton, en Londres (ahora Escuela de Woldingham). Una de sus compañeras de clase fue Vivien Leigh. Después de acabar la escuela en París (Francia), O'Sullivan regresó a Dublín y comenzó a trabajar por los pobres.
Frank Borzage, director de cine que se hallaba rodando el musical de Fox Song o' My Heart (1930), en Dublín, la conoció y le realizó una prueba de cámara, con resultados más que favorables, ganando el papel de Eileen O'Brien, por lo que la invitó a Hollywood a terminar la filmación. Maureen aceptó, y a la edad de 19 años viajó a California acompañada por su madre.
No obstante, la primera película de la actriz tuvo poco éxito y ese mismo año rodó otros musicales, como, por ejemplo: Just Imagine (Fantasía del porvenir), de David Butler, junto al actor El Brendel. Con el mismo Frank Borzage rodó, un año después: A Connecticut Yankee (Un yanqui en la corte del rey Arturo, de 1931) junto a Will Rogers.
En 1932 dejó Fox y comenzó a trabajar para Metro Goldwyn Mayer, iniciando la etapa que le aportaría sus mayores éxitos profesionales. Este mismo año protagonizó junto a Johnny Weissmüller la mítica película Tarzán de los monos de 1932, dirigida por W. S. Van Dyke y producida por Irving Thalberg. En este filme, libre aún del famoso Código Hays de la censura en Estados Unidos, encarnaba el papel de Jane (Parker), la compañera de Tarzán.
El sonado éxito de esta primera entrega hizo que Maureen repitiera el papel de Jane en otras cinco ocasiones:Tarzán y su compañera de 1934, de Cedric Gibbons, La fuga de Tarzán (1936), Tarzan Finds a Son! (1939), El tesoro de Tarzán, de 1941 y Tarzán en Nueva York, de 1942, estas cuatro últimas con la dirección de Richard Thorpe.
Entre los guionistas de La Fuga de Tarzán figuraba John Farrow, con el que contraería matrimonio en septiembre de 1936. Una de las hijas fruto de este matrimonio fue Mia Farrow, que se convertiría en una famosa actriz en los años 60 (El bebé de Rosemary, John y Mary, y Terror ciego).
Los años 1930 fueron una buena época para Maureen. Además de las películas de la serie Tarzán, participó en un puñado de títulos convertidos hoy en auténticos clásicos que en su momento le hicieron ser muy popular: Payment Deferred (El asesino de Mr. Medland, de 1932, dirigida por Lothar Mendies), thriller dramático con estupenda actuación de Charles Laughton, Strange Interlude (Extraño interludio, de 1932, dirigida por Robert Z. Leonard), drama basado en la obra teatral homónima de Eugene O´Neill, con Clark Gable,
The Barretts of Wimpole Street (Las vírgenes de Wimpole Street, de 1934, dirigida por Sidney Franklin) sobre la vida de la poetisa Elizabeth Browning, con Norma Shearer, Fredric March y Charles Laughton, The Thin Man (La cena de los acusados, de 1934, dirigida por W. S. Van Dyke), primera de una serie de comedias detectivescas dedicadas a las novelas de Dashiell Hammett que popularmente se conocieron como El Hombre Delgado, junto a Myrna Loy y William Powell;Ana Karenina (de 1935, dirigida por Clarence Brown), adaptación de la inmortal novela de León Tolstói con Greta Garbo, Fredric March y Freddie Bartholomew;
David Copperfield (de 1935), dirigida por George Cukor), mayúscula traslación a la pantalla de la novela de Charles Dickens, con W. C. Fields, Freddie Bartholomew y Lionel Barrymore; The Devil Doll (Muñecos infernales, de 1936, dirigida por Tod Browning), clásico menor del cine de terror con Lionel Barrymore; A Day At The Races (Un día en las carreras, de 1937), dirigida por Sam Wood, junto a los Hermanos Marx y su inseparable Margaret Dumont; y
A Yank At Oxford (Un yanqui en Oxford, de 1938), dirigida por Jack Conway, al lado de Robert Taylor y, de nuevo, Lionel Barrymore; en esta película, y a su requerimiento, ella misma reescribió su parte para darle mayor sustancia y novedad.
Poco a poco fue abandonando los rodajes, hasta que en 1942 dejó de trabajar para atender a su marido enfermo de tifus y cuidar a sus siete hijos.
En 1948 volvió para rodar un papel de coprotagonista en El reloj asesino junto a Ray Milland y Charles Laughton, dirigida por su esposo John Farrow. Posteriormente alternó su trabajo en el cine con el teatro y la televisión, y apenas si destaca alguno de sus títulos cinematográficos posteriores: Never Too Late (El bebé de la discordia, de 1965), etc.
En los últimos años de su carrera, participó en películas como: Peggy Sue Got Married (Peggy Sue se casó, de 1986) de Francis Ford Coppola, y Hannah and Her Sisters (Hannah y sus hermanas, de 1986) de Woody Allen, que por entonces era el compañero sentimental de su hija Mia Farrow.
En 1963 falleció su marido John Farrow. Veinte años después, en 1983, Maureen se casó con James Cushing.
El 23 de junio de 1998 falleció en Arizona, su lugar de residencia, a la edad de 87 años debido a un ataque al corazón.

## Trivia

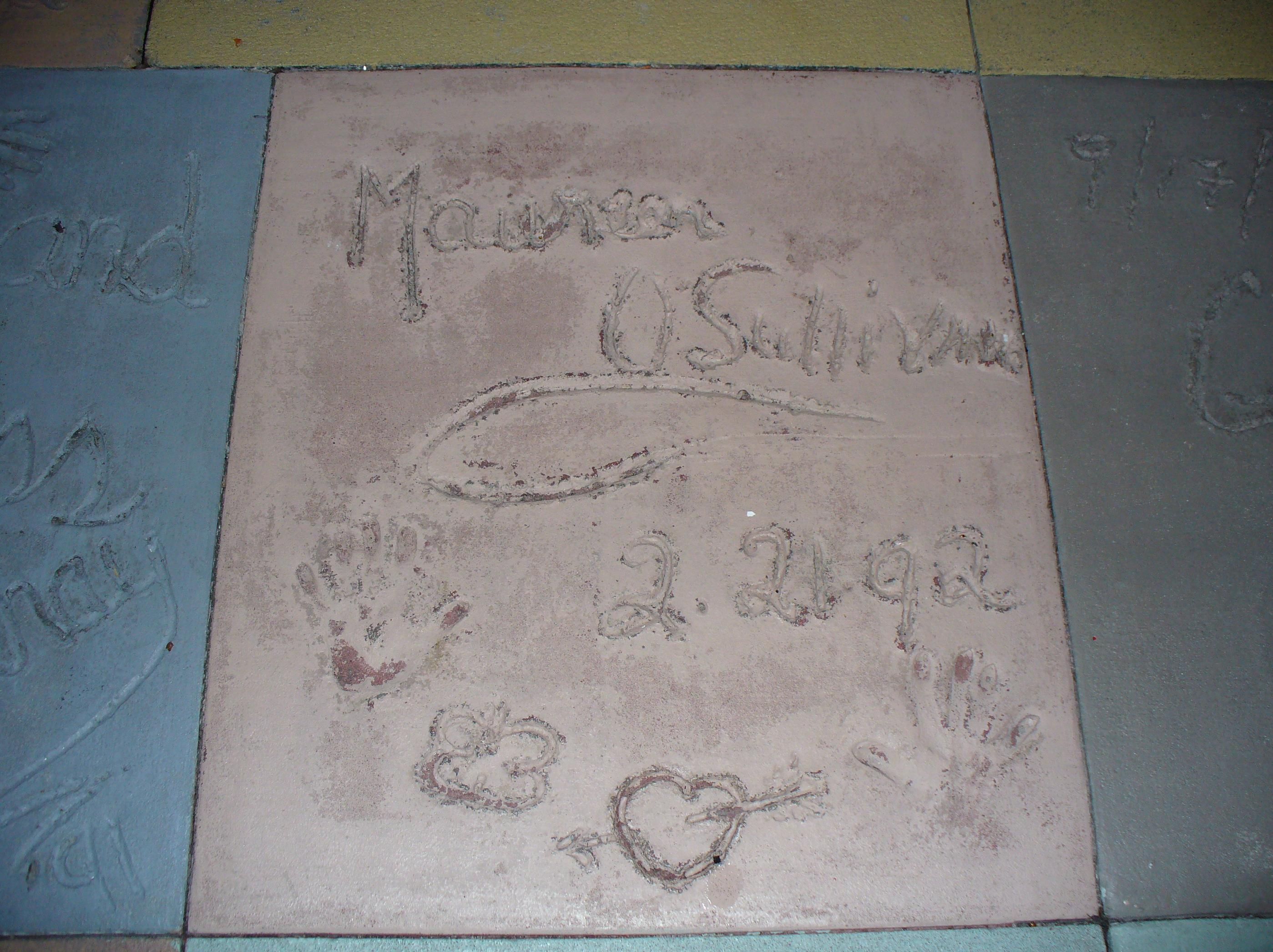
Las huellas de manos de Maureen O'Sullivan en El Gran Paseo por las Películas, en el parque temático del Disney's Hollywood Studios.

- Una de sus compañeras de clase en Londres fue Vivien Leigh.
- Su hijo mayor, Michael, murió en un accidente de aeroplano mientras tomaba clases de vuelo, en 1958.
- Fue suegra de Frank Sinatra y André Previn. Su hija Mia Farrow mantuvo una larga relación con Woody Allen.
- Fue interpretada por Frances Helm en Love and Betrayal: The Mia Farrow Story (1995)(TV).
- Odiaba trabajar con el chimpancé Chita en las películas de Tarzán de MGM, y ―según confesó su hija Mia Farrow― en privado se refería al chimpancé como  «that ape son of a bitch» (‘ese mono hijo de puta’).
- Es considerada la «primera estrella de cine de Irlanda».
- Era la favorita de Irving Thalberg y Louis B. Mayer de MGM, quienes tenían para ella grandes planes como gran estrella. La repentina muerte de Thalberg a los 37 años (de neumonía, en 1936) puso un gran obstáculo en su búsqueda del estrellato y pronto fue relegada a roles de interés romántico.
- Fue entrevistada en el libro de Tom Weaver, "I Was a Monster Movie Maker" (McFarland & Co., 2001).
- Fue Today Girl en el programa The Today Show, de la NBC, de 1963 a 1964.
- Tiene una estrella en el Paseo de la Fama de Hollywood, en el 6541 Hollywood Boulevard, frente a la estrella de Johnny Weissmüller.
- Su hijo, el escultor Patrick Farrow, se suicidó el 15 de junio de 2009.

## Filmografía

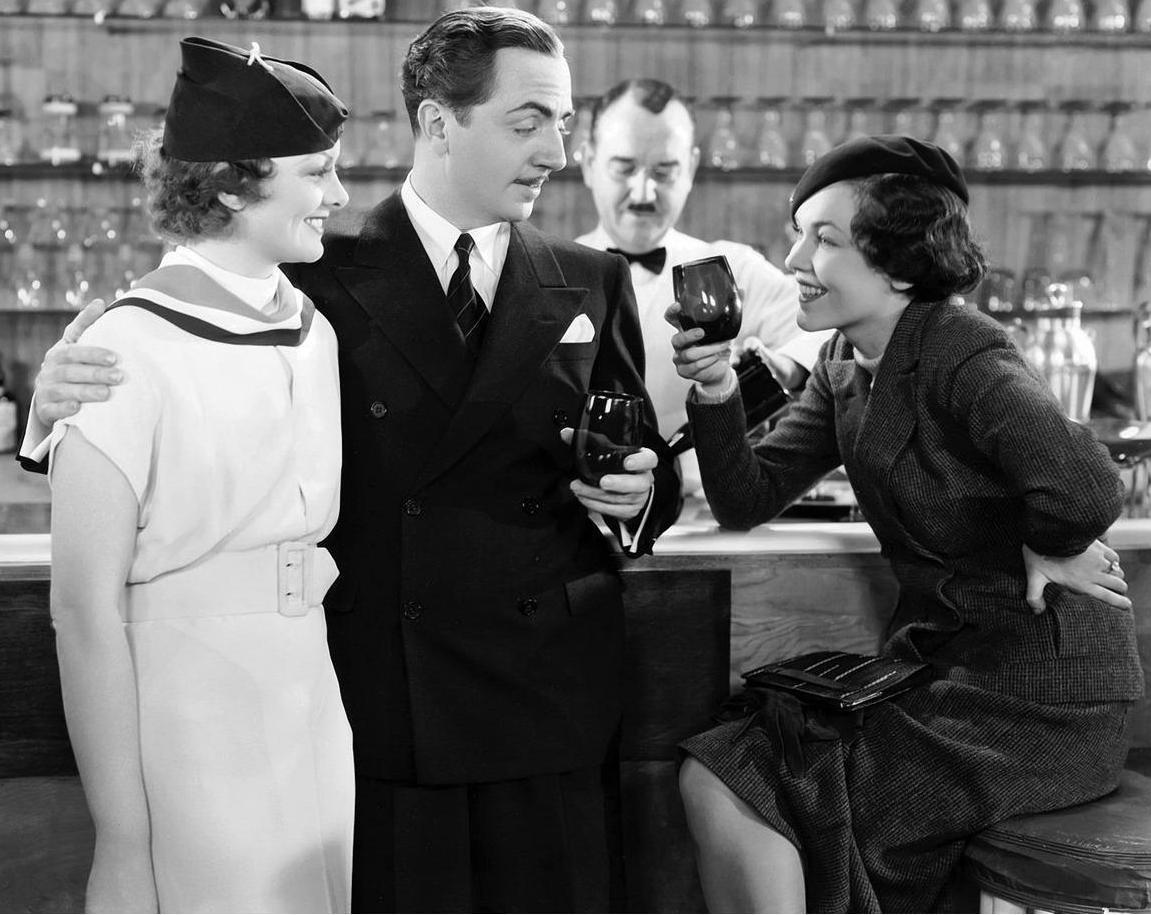
Myrna Loy, William Powell y Maureen O'Sullivan -en el rol de Dorothy Wynant- en la película The Thin Man (La cena de los acusados, de 1934).

### Serie Tarzán
- Tarzán de los monos (Tarzan the Ape Man, 1932)
- Tarzán y su compañera (Tarzan and His Mate, 1934)
- La fuga de Tarzán (Tarzan Escapes, 1936)
- Tarzán y su hijo (Tarzan Finds a Son!, 1939)
- El tesoro de Tarzán (Tarzan's Secret Treasure, 1941)
- Tarzán en Nueva York (Tarzan's New York Adventure, 1942)

Maureen O'Sullivan ya no intervino en las seis siguientes películas de Tarzán en las que sí continuó interpretando el papel principal Johnny Weissmüller.

### Películas
- 1930: So This Is London
- 1930: Song o’ My Heart
- 1930: Just Imagine
- 1930: Princess and the Plumber
- 1931: A Connecticut Yankee
- 1931: Skyline
- 1931: The Big Shot
- 1932: Tarzán de los monos
- 1932: The Silver Lining
- 1932: Fast Companions
- 1932: Skyscraper Souls
- 1932: Okay, America!
- 1932: Payment Deferred
- 1932: Strange Interlude
- 1932: Robbers’ Roost
- 1933: The Cohens and Kellys in Trouble
- 1933: Tugboat Annie
- 1933: Stage Mother
- 1934: Tarzán y su compañera
- 1934: The Thin Man (La cena de los acusados)
- 1934: Hide-Out
- 1934: The Barretts of Wimpole Street
- 1935: David Copperfield
- 1935: West Point of the Air
- 1935: Cardinal Richelieu
- 1935: The Flame Within
- 1935: Woman Wanted
- 1935: Anna Karenina
- 1935: The Bishop Misbehaves
- 1936: The Voice of Bugle Ann
- 1936: The Devil-Doll
- 1936: La fuga de Tarzán
- 1937: A Day at the Races (Un día en las carreras)
- 1937: The Emperor’s Candlesticks
- 1937: Between Two Women
- 1937: My Dear Miss Aldrich
- 1938: A Yank at Oxford
- 1938: Hold That Kiss
- 1938: Port of Seven Seas
- 1938: The Crowd Roars
- 1938: Spring Madness
- 1939: Let Us Live
- 1939: Tarzan Finds a Son!
- 1940: Sporting Blood
- 1940: Pride and Prejudice
- 1941: Maisie Was a Lady
- 1941: Tarzan’s Secret Treasure (El tesoro de Tarzán)
- 1942: Tarzan’s New York Adventure (Tarzán en Nueva York)
- 1948: The Big Clock
- 1950: Where Danger Lives (Donde habita el peligro)
- 1951: No Resting Place
- 1952: Bonzo Goes to College
- 1953: All I Desire
- 1953: Mission Over Korea
- 1954: Duffy of San Quentin
- 1954: The Steel Cage
- 1957: The Wings of Eagles
- 1957: The Tall T (Los cautivos)
- 1958: Wild Heritage
- 1965: Never Too Late
- 1970: The Phynx
- 1980: One Who Was There
- 1985: Too Scared to Scream
- 1986: Hannah and Her Sisters
- 1986: Peggy Sue Got Married
- 1987: Stranded

### Apariciones cortas
- 1936: Hollywood Extra: The First Step
- 1936: Hollywood - The Second Step
- 1947: Unusual Occupations: Film Tot Holiday
- 1955: Screen Snapshots: Hollywood Shower of Stars
- 1978: Mandy’s Grandmother

### Trabajos para la televisión
- 1963-1964: The Today Show (Today Girl)
- 1976: The Great Houdini
- 1981: All My Children
- 1982: Morning’s at Seven
- 1984: Guiding Light
- 1985: Search for Tomorrow
- 1988: Good Old Boy: A Delta Boyhood
- 1992: With Murder in Mind
- 1992: The Habitation of Dragons
- 1994: Hart to Hart: Home Is Where the Hart Is

## Teatro en Broadway
- 1962: Never Too Late
- 1964: The Subject Was Roses
- 1967: Keep It In the Family
- 1969: The Front Page
- 1970: Charley´s Aunt [La tía de Carlos]
- 1973: No Sex Please, We're British
- 1980: Morning's at Seven
- 1990: Cat on a Hot Tin Roof [La gata sobre el tejado de zinc]
- 1992: Falsettos

## Radioteatro
- 1941: Night Must Fall, emitido en el programa Philip Morris Playhouse de CBS Radio el 24 de octubre de 1941.[1]
- 1941: Maisie Was A Lady, emitido por Lux Radio Theatre en CBS Radio el 24 de noviembre de 1941, adaptación de la película de igual nombre en la que Maureen también actúa, con Ann Sothern como Maisie Ravier, Lew Ayres como Robert 'Bob' 'Bobby' Rawlston y Maureen O'Sullivan como Abigail 'Abby' Rawlston.[2]

- 1944: The Black Shawl, con Maureen O'Sullivan como Susan Applebie, y May Whitty como Elizabeth Masters. Emitido en el programa Suspense, de CBS Radio, el 27 de julio de 1944. El episodio El manto negro es una extraña historia sobre una mujer inglesa quien contrata a una compañera de casa para vivir con ella... y con la persona que se oculta en la casa. Al comenzar el episodio, Susan Applebie nos cuenta que está a punto de ser asesinada. Hace sólo tres días, ella ha estado divirtiéndose en el pueblo, pero entonces conoce a Elizabeth Masters. La señora Masters se acerca a Susan en la feria con una oferta de empleo como compañera de casa. Ella le dijo a Susan que sus principales responsabilidades serían servir el té y conversar, y por eso, recibiría una buena paga. Susan accede porque ella y su novio necesitan el dinero, pero cuando éste se entera de su nuevo empleo con aquella extraña anciana, no está de acuerdo. A pesar de sus preocupaciones, ella comienza con su nuevo empleo la noche siguiente. Ahora, Susan está prisionera en la casa de una mujer loca con un resentimiento particular contra compañeras de casa. El manto negro fue escrito por Richard R. Lewis y producido y dirigido por William Spier.[3]
- 1948: The Big Clock, emitido por el Lux Radio Theater, adaptación de la película de igual nombre en la que Maureen también actúa, con Ray Milland como George Stroud y Maureen O'Sullivan en el rol de Ellen, nombre distinto al que ocupó en la película (Georgette Stroud).

## Reconocimientos
| Año  | Resultado | Premio                                       | Categoría                                  | Obra                      |
| ---- | --------- | -------------------------------------------- | ------------------------------------------ | ------------------------- |
| 1966 | Nominada  | Golden Laurel (Laurel Awards)                | Actuación en comedia, Femenina             | Never Too Late (1965)     |
| 1983 | Nominada  | ACE (CableACE Awards)                        | Actriz en Theatrical o Programa No Musical | Morning's at Seven (1982) |
| 1990 | -         | Estrella en el Paseo de la Fama de Hollywood | Películas                                  | -                         |